# Wetton
Wetton är en ort och civil parish i Storbritannien.   Den ligger i grevskapet Staffordshire och riksdelen England, i den södra delen av landet, 210 km nordväst om huvudstaden London. Wetton ligger 295 meter över havet och antalet invånare är 157.
Terrängen runt Wetton är platt västerut, men österut är den kuperad. Runt Wetton är det ganska tätbefolkat, med 86 invånare per kvadratkilometer. Närmaste större samhälle är Buxton, 18,6 km norr om Wetton. Trakten runt Wetton består i huvudsak av gräsmarker.